# Егоров, Олег Матвеевич
Оле́г Матве́евич Его́ров (10 августа 1938, Коломна — 14 июля 1994, Москва) — солист балета Московского академического Музыкального театра им. К. С. Станиславского и Вл. И. Немировича-Данченко. Заслуженный артист Карельской АССР (1959).

## Биография
Родился в Коломне (Московская область) 10 августа 1938 года. Впоследствии, когда его мать вторично вышла замуж, она изменила фамилию и отчество Олега с тем, чтобы, в дальнейшем, он не подвергся репрессиям, как сын «врага народа». Отец — Гисс Рафаил Карлович был расстрелян 16 августа 1938 года на бутовском полигоне.
В 1957 году закончил Ленинградское хореографическое училище, класс Александра Ивановича Пушкина, который был воспитателем таких выдающихся артистов балета, как Рудольф Нуреев, Михаил Барышников, Юрий Соловьёв, Сергей Викулов. Сокурсник Кирилла Ласкари.
По окончании училища работал в Театре имени Айни, затем в Музыкально-драматическом театре Карельской АССР.
С 1960 года — солист балета в Музыкальном театре имени Станиславского и Немировича-Данченко. Танцевал в балетах театра, которые были поставлены Николаем Холфиным, Владимиром Бурмейстером, Алексеем Чичинадзе.
Скончался 14 июля 1994 года в Москве. Похоронен на Ваганьковском кладбище.

## Семья
Супруга — Татьяна Рыжова, актриса Малого театра.

## Партии в постановках
В Музыкальном театре имени Станиславского и Немировича-Данченко:
- Вакх («Вальпургиева ночь»),
- Феб; Альберт и Ганс («Жизель»),
- Вацлав; Раб и Бирбанто («Корсар»),
- Синдбад («Шехеразада»),
- Дон Жуан («Дон Жуан» на муз. Р. Штрауса),
- Паоло («Франческа да Римини»),
- Антонио («Лола»),
- Юноша («Берег надежды» Петрова),
- Капитони («Доктор Айболит»),
- Орлов («Прозрение» Буцко),
- Лотар («Коппелия»),
- Козелков («Мечтатели» на муз. Шостаковича),
- Прокоп («Степан Разин» Сидельникова).

## Признание и награды
- Заслуженный артист Карельской АССР (1959)